# 2011年9月逝世人物列表
2011年逝世人物列表：1月 - 2月 - 3月 - 4月 - 5月 - 6月 - 7月 - 8月 - 9月 - 10月 - 11月 - 12月
2011年9月逝世人物列表，是用於匯總2011年9月期間逝世人物的列表。

## 依日期排序

### 9月30日
- 拉尔夫·斯坦曼（Ralph Marvin Steinman），68岁，加拿大生物学家，美国洛克菲勒大学细胞生理学和免疫学实验室教授，2011年诺贝尔生理学或医学奖获得者，因胰腺癌去世[1][2][3]。
- 王健，61歲，深圳證券交易所創始人之一和首任負責人。鉅亨網[]
- 戴夫·希爾（Dave Hill），74歲，美國高爾夫選手。ESPN中文網
- 尹升山，86歲，中國著名指揮家、長春電影製片廠樂團一級指揮。國際日報[]
- 威尔森·格雷特巴奇(Wilson Greatbatch)，92岁，美国植入式心脏起搏器的发明者。（页面存档备份，存于）

### 9月25日
- 迪亚布·阿瓦纳（阿拉伯語：ذياب عوانة），21岁，阿联酋足球运动员，因车祸逝世。网易
- 旺加里·马塔伊，71岁，肯尼亚的诺贝尔和平奖得主。BBC中文网

### 9月24日
- 山內賢（日語：やまうち けん），67歲，日本著名演員，因肺炎逝世。香港成报[]

### 9月23日
- 周怡怡，41歲，台灣知名財經名嘴，因卵巢癌過世。中時電子報
- 張金國，40歲，台灣身高最高者（220公分），23日被發現陳屍家中，死因未明。自由時報[]

### 9月22日
- 阿里斯蒂德·马里奥·佩雷拉（Aristides Maria Pereira），87歲，佛得角独立后首任总统。新华网 Archive.today的存檔，存档日期2013-04-28

### 9月21日
- 胡国定，88岁，中国数学家。科學網（页面存档备份，存于）
- 赵景员，94岁，中国物理学家。科學網（页面存档备份，存于）

### 9月20日
- 亞契·魏斯特，（Arch west），97岁，多力多滋Doritos粟米片始創人。蘋果网
- 布尔汉丁·拉巴尼，(Burhanuddin Rabbani)，73岁，阿富汗高级和平委员会主席，前总统，遭自杀式炸弹袭击身亡。新华网（页面存档备份，存于）
- 刘文哲，71岁，中国国际象棋国家队原总教练、国家特级大师。新浪（页面存档备份，存于）

### 9月18日
- 中島尚俊（中島 尚俊），64歲，北海道旅客鐵道（JR北海道）社長，同月12日留下遺書後失蹤，18日遺體被尋獲。自由電子報、國際在線（页面存档备份，存于）

### 9月17日
- 汪敬煦，93歲，中華民國(台灣)陸軍二級上將，曾任憲兵司令部司令、國防部情報局局長、臺灣警備總司令部總司令、國家安全局局長、總統府參軍長[4][5]。
- 朱利叶斯·布兰科(Julius Blank)，86岁，美国仙童半导体（Fairchild Semiconductor）联合创始人之一。新浪（页面存档备份，存于）

### 9月16日
- 张直中，94岁，中国工程院院士、中国雷达与信息处理技术专家（页面存档备份，存于）

### 9月15日
- 西平英生，63歲，日本攝影家、攝影器材測試評論家。

### 9月14日
- 丁淦林，79岁，复旦大学首席教授、新闻学院原院长。东方网（页面存档备份，存于）
- 吳偉文，78歲，前香港足球教練，綽號「吳飛」。新報[]
- 崔東源（韓語：최동원），53歲，韓國棒球選手，結腸癌逝世。YONHAP NEWS（页面存档备份，存于）

### 9月13日
- 理查德·哈密爾頓（Richard Hamilton），89岁，英国画家，被称为「波普艺术之父」。搜狐（页面存档备份，存于）
- 關盛志，95歲，中國濟南軍區空軍原政委、顧問。中國經濟網[]

### 9月11日
- 戚健，53岁，中国電影导演，胃癌逝世。新浪網（页面存档备份，存于）
- 安迪·怀特菲尔德（Andy Whitfield），39歲，威爾斯裔澳洲籍演員，曾演出電視影集《斯巴達克斯：血與沙》中的斯巴達克斯一角。新浪網（页面存档备份，存于）杨光远，81岁，导演。著有《八女投江》。

### 9月10日
- 克里夫·罗伯森（Cliff Robertson），88岁，美国演员，1968年因主演《畸人查理》（Charly）获得奥斯卡影帝。新浪（页面存档备份，存于）
- 曾近榮，84歲，香港廣播界家居節目主持和演員，外號「曾Sir」，以精通家居常識著稱。東方日報即時新聞

### 9月8日
- 武志公，99歲，越南前國務委員會主席。大公報[]

### 9月7日
- 埃迪·馬歇爾（Eddie Marshall），73歲，美國爵士樂鼓手。Oakland Local

### 9月6日
- 迈克尔·斯特恩·哈特（Michael Stern Hart），64岁，電子書發明家，古騰堡工程（Project Gutenberg，縮寫：PG）創始人。新報[]

### 9月5日
- 薩爾瓦多·里契特拉（義大利語：Salvatore Licitra），43歲，義大利男高音，8月27日在西西里島發生車禍延至9月5日不治身亡。中國時報[]
- 司徒強，63歲，旅美藝術家。聯合報[]

### 9月4日
- 劉貴喜，44歲，中國湖南生命鬥士，10年內接連患上4種癌症，被譽為“大陸感動台灣民眾第一人”。都市日報（页面存档备份，存于）

### 9月3日
- 胡利奧·卡薩斯·雷蓋羅（西班牙語：Julio Casas Regueiro），75歲，古巴國防部長，心臟病逝世。中國經濟網
- 約翰·胡佛（John Hoover），91歲，美國藝術家。ADN

### 9月2日
- 霍斯特·卡斯納（Horst Kasner），85歲，第34任德國總理梅克爾的父親。香港新浪網

### 9月1日
- 劉黃阿桃，90歲，台灣首位出面控訴日軍暴行的前慰安婦（日軍二次大戰期間，強逼婦女赴戰線當慰安婦。），心臟衰竭逝世。蘋果日報[永久]
- 叶世铎，84岁，中国心血管外科专家科學網（页面存档备份，存于）
- 陳鴻騰，37歲，馬來西亞新山寬柔中學前任副教務處主任，因惡性腦腫瘤逝世。星洲日報（页面存档备份，存于）